# Enrique Horacio de Lasuen
Enrique Horacio de Lasuén (Avellaneda, 1953) es un escritor argentino.

## Biografía
A los pocos meses de nacer se trasladó con sus padres a Mendoza, donde vivió hasta 1978.  Allí cursó sus estudios de Perito Mercantil primero y de Psicología después, pero el golpe militar de 1976 le impidió obtener el título.  Luego se trasladó a Buenos Aires, en donde comenzó a colaborar en distintos periódicos y revistas.
En 1995 se radicó en Barcelona, España, desde donde se desempeñó como columnista y corresponsal del diario "La Ciudad" de Avellaneda, el semanario "Realidad" y otros medios gráficos argentinos y españoles.  
Ha publicado dos libros en España: "Fragmentos de piedra", biografía del escultor aragonés Mariano Andrés Vilella (Ed. Globartis, Barcelona) y la novela "Un desfile de extrañas figuras" (Ed. Nostrum, Madrid, 2006), galardonada con el primer premio en el Concurso Internacional de Novela "Voces del Chamamé" en la ciudad de Oviedo (Asturias).
Otros premios obtenidos son: "Diploma de reconocimiento a la trayectoria periodística" otorgado por la Municipalidad de Avellaneda; Fco. Castañeda Guerrero (Avellaneda, Arg.); "Relatos de mujer" (Cangas de Onís, Asturias), "Villa de Lodosa" (Lodosa, Navarra), "Gran Café de Cáceres" (Cáceres), etc.
Actualmente vive nuevamente en Asturias.
Uno de sus blog principales es:
http://enriquedelasuen.blogspot.com 
Asimismo, pueden verse trabajos suyos en www.igooh.com.ar y en www.clarinblogs.com bajo el seudónimo de Harpo Engels.
- Datos: Q5833426